# Plaza Garay

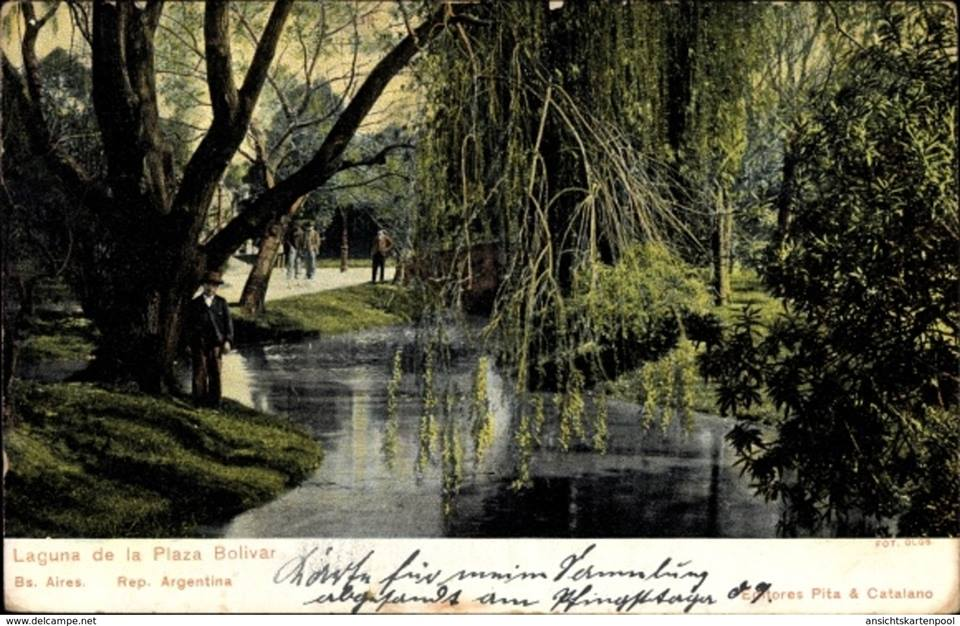
Postal de la Plaza Garay, a principios del, cuando aún se llamaba Bolivar.

La Plaza Garay es un espacio verde público que se encuentra en el barrio de Constitución, Buenos Aires. Es una de las más antiguas de Buenos Aires, conocida en tiempos coloniales como Hueco de los Sauces, y antiguamente estaba atravesada por el arroyo Tercero del Sud. Se encuentra ubicada entre las calles Pavón, Solís, Presidente Luis Sáenz Peña y la avenida Juan de Garay, dentro de la Comuna 1.

## Historia
La denominación hueco era dada en tiempos virreinales a los espacios abiertos en la zona urbana de Buenos Aires, ya que solamente la actual Plaza de Mayo era oficialmente una plaza. El de los Sauces era conocido así por la abundancia de este tipo de árboles, y se encontraba alejado del reducido núcleo que conformaba la aún pequeña ciudad. Era surcada por un arroyo alimentado por las lluvias, que serpenteaba pasando por la actual Plaza Constitución para acercarse hacia el barrio de San Pedro Telmo y desembocar por la actual calle Chile.
El Hueco de los Sauces estaba por esa época muy cerca de los terrenos en donde, desde el siglo XVIII la orden de los bethlemitas administraba el Hospital de la Convalecencia, en los grandes predios donde hoy existe el Hospital Rawson, por lo cual el barrio era conocido como el de la Convalecencia. En 1817 el naturalista francés Aimé Bonpland se instaló en una propiedad cercana al hueco, y pretendió organizar allí el primer vivero y proyecto de jardín botánico en Buenos Aires, pero se vio enredado en un conflicto con los propietarios de esas tierras, la orden bethlemita.
Otra escena histórica ocurrió en 1852, cuando Juan Manuel de Rosas se apeó de su caballo a la sombra de los árboles del Hueco de los Sauces para redactar su renuncia a la Gobernación de Buenos Aires luego de la derrota en la Batalla de Caseros. Quince años más tarde, el Departamento Topográfico de Buenos Aires publicaba un plano general en donde el hueco ya aparecía con el nombre de Plaza “25 de Noviembre” (técnicamente, se llamaba “29 de Noviembre”). Y en 1884 su nombre era Plaza Bolívar, siendo remodelada completamente por el intendente Torcuato de Alvear, que encargó al arquitecto Ulrico Courtois el diseño de una gruta y lago artificial según el gusto que impuso a muchas plazas porteñas.
Ya a comienzos del siglo XX la plaza adquirió el nombre actual en homenaje a Juan de Garay, fundador en 1580 de la ciudad de Santísima Trinidad y puerto de Santa María del Buen Ayre, germen de la actual ciudad.